# Killswitch Engage (musikalbum 2009)
Killswitch Engage är Killswitch Engages femte album i ordningen och det andra albumet som har samma namn som bandet. Därför kallas det också Killswitch Engage II med jämna mellanrum. Albumet producerades av Brendan O'Brien tillsammans med Adam Dutkiewicz, som också stod för mixningen. Skivan gavs ut genom Roadrunner Records den 30 juni 2009.
Killswitch Engage består vid den här tidpunkten av; basisten Mike D'Antonio, gitarristerna Adam Dutkiewicz och Joel Stroetzel, sångaren Howard Jones och trummisen Justin Foley.
Killswitch Engage II landade på sjunde plats på Billboard 200 listan och var KsE:s dittills mest framgångsrika album med 58k sålda album första veckan.

## Låtlista
1. Never Again
2. Starting Over
3. The Forgotten
4. The Return
5. Reckoning
6. A Light in a Darkened World
7. Take Me Away
8. I Would Do Anything
9. Save Me
10. Lost
11. This is Goodbye

Frontlinjen för det här albumet består av Starting Over, Reckoning och A Light in a Darkened World. Musikvideor finns att tillgå för Save Me och Starting Over. Den förstnämnda är en välgjord och humoristisk/ironisk animerad video.
Allt material är skrivet av KsE:s medlemmar och sångaren Howard Jones står för sångtexten. Turné-livet tär dock hårt på Jones hälsa och han måste tyvärr lämna bandet p.g.a. sin typ 2 Diabetes som förvärrades av det intensiva turnerandet.